# منشطات جينية
المنشطات الجينية هي أحد أساليب العلاج الجيني الافتراضية التي قد يستغلها الرياضيون في تحسين أدائهم في الفعاليات الرياضية التي تحظر عليهم الاستعانة بأي نوع من تقنيات الهندسة الوراثية دون ضرورة طبية. وحتى أبريل عام 2015 لم يظهر أي دليل يشير إلى استخدام هذا النوع من المنشطات لأغراض تحسين الأداء الرياضي في أي فعاليات رياضية. تعتمد فكرة المنشطات الجينية على تقنيات نقل الجينات لتعزيز أو خفض التعبير الجيني ومعدل الاصطناع الحيوي لأحد بروتينات جسم الإنسان بعينها، وذلك إما عن طريق حقن الإنسان بنواقل الجينات مباشرةً أو استخراج بعض الخلايا منه وحقنها بالأحماض النووية الخارجية وإدخالها في جسم الإنسان من جديد.
تزامن اهتمام الرياضيين بالمنشطات الجينية وتصاعد القلق بشأن مخاطرها وطرق الكشف عنها مع تطور مجال العلاج الجيني، لا سيما مع ظهور ورقة بحثية عام 1998 عن أحد فئران التجارب المُعدلة جينيًا الذي يتميز بزيادة إنتاج عامل النمو شبيه الإنسولين-1 وكانت قوته تفوق قوة الفئران العادية بكثير حتى مع تقدمه في السن. وفي عام 2002 نُشرت عدة دراسات غير سريرية متعلقة بطرق إيصال هرمون الإريثروبويتين (EPO) باستخدام العلاج الجيني، ونُشرت دراسة أخرى في عام 2004 بشأن تخليق فأر مُعدل جينيًا يتمتع بقدرة تحمل أكبر بكثير من الفئران العادية عن طريق حقنه بالجين المسؤول عن تخليق مستقبلات غليتازون. حاول عدة رياضيين ومدربين أن يتواصلوا مع العلماء المسؤولين عن تلك التجارب أملًا في الحصول على تلك التقنيات. انكشف الستار عن تلك الأنشطة أمام العامة في عام 2006 عندما قُدمت تلك الأنشطة كأدلة في محاكمة أحد المدربين الألمان.
شرع العلماء وعدة مؤسسات مثل الوكالة العالمية لمكافحة المنشطات واللجنة الأولمبية الدولية والجمعية الأمريكية لتقدم العلوم في دراسة مخاطر المنشطات الجينية في عام 2001، وبحلول عام 2003 أضافت الوكالة العالمية لمكافحة المنشطات تلك المنشطات الجينية ضمن قائمة الممارسات الممنوعة، وبعدها بفترة وجيزة شرعت في تمويل الأبحاث التي تهدف للكشف عن المنشطات الجينية.
تضم أساليب التحسين الجيني التلاعب بالجينات أو حقن الخلايا بالأحماض النووية الخارجية بهدف تحسين أداء الرياضيين الأصحاء. ومن المحتمل أن يؤدي تطوير المنشطات الجينية إلى إساءة بعض الرياضيين استخدامها، وفتح الباب أمام خلافات سياسية وأخلاقية.

## العوامل المستخدمة في المنشطات الجينية
ثمة العديد من الجينات الخاضعة للدراسة التي يمكن أن تؤدي دور العامل في المنشطات الجينية مثل: الإريثروبويتين، وعامل النمو شبيه الإنسولين-1، وهرمون النمو، والميوستاتين، وعامل النمو البطاني الوعائي، وعوامل نمو الأرومة الليفية، والإندورفين، والإنكيفالين، وألفا أكتينين 3.
تتشابه مخاطر المنشطات الجينية مع مخاطر العلاجات الجينية مثل: استجابة الجهاز المناعي للبروتين الأصلي التي قد تؤدي إلى ما يشبه الاضطرابات الجينية، والتهابات جسيمة، والسرطان، والوفاة. وفي جميع الحالات، إذا طُورت تلك المنشطات الجينية فسوف يجازف الرياضيون باستخدامها للحصول على مكاسب قصيرة الأجل عوضًا عن علاج أمراض وراثية خطيرة.

### ألفا أكتينين 3
تحتوي عضلات جسم الإنسان الهيكلية وحدها على ألفا أكتينين 3، وقد لاحظت عدة دراسات جينية اختلاف شكل هذا الجين عند الرياضيين من الطراز العالمي بالمقارنة بالأناس العاديين. وجد العلماء أحد الأشكال الذي يؤدي إلى زيادة إنتاج البروتينات في خلايا العدائين العضلية، ومن المرجح أنه مرتبط بزيادة القدرة؛ وعُثر على شكل آخر من نفس الجين يؤدي إلى نقص إنتاج البروتينات في خلايا لاعبي الرياضة التي تعتمد على التحمل. يمكن تصميم المنشطات الجينية التي تحتوي على أي شكل من تلك الأشكال أو على تركيبة من الأحماض النووية تتداخل مع إنتاج البروتينات مثل الرنا المتداخل الصغير.

### الميوستاتين
الميوستاتين هو بروتين مسؤول عن كبح عملية تكوين العضلات ونموها. يؤدي تعطيل جين الميوستاتين أو خفض تعبيره الجيني إلى زيادة حجم العضلات وقدرتها. ويتضح ذلك من نتائج إحدى الدراسات التي عطلت الجين المسؤول عن إنتاج الميوستاتين في فئران التجارب، وأُطلق عليها اسم «فئران شوارزنيجر». يُولد بعض البشر كذلك بتشوهات جينية تؤدي إلى نفس النتيجة، ومن الأمثلة على ذلك طفل ألماني مولود بطفرة في كلا نسختي جين إنتاج الميوستاتين وكان يتسم بعضلات بناضجة عند ولادته، واستمر نمو العضلات المتقدم عند هذا الطفل حتى أصبح قادرًا على رفع أثقال وزنها 3 كجم بعمر الرابعة. وفي عام 2009، نُشرت نتائج تجارب إيصال الفوليستاتين إلى أجسام الرئيسيات غير البشرية عن طريق العلاج الجيني، ما أدى إلى زيادة نمو العضلات بشكل مشابه لفئران التجارب.

### الإريثروبويتين
الإريثروبويتين (EPO) هو بروتين سكري يؤدي دور الهرمونات في الجسم بالتحكم في إنتاج خلايا الدم الحمراء. يحقن بعض الرياضيون أجسامهم بالإريثروبويتين لتحسين أداءهم منذ سنوات عديدة (وهو ما يُعرف بتنشيط الدم). عندما يؤدي الإريثروبويتين إلى زيادة خلايا الدم الحمراء فإنه بذلك يؤدي إلى زيادة كمية الأكسجين التي تصل للعضلات، ما يؤدي إلى زيادة قدرة تحمل اللاعب الرياضي. تشير الدراسات الحديثة إلى إمكانية إيصال الجين المسؤول عن تخليق البروتين إلى جسم الحيوانات لزيادة معدل إنتاج الإريثروبويتين من خلال أعضاء الجسم نفسها. نجح العلماء في حقن الإريثروبويتين في أجسام الفئران والقردة ما أدى إلى زيادة الهيماتوكريت بنسبة تصل إلى 80%. ولكن الإريثروبويتين المشتق من أعضاء الجسم والجينات المتحورة يثير استجابات مناعية ذاتية في بعض الحيوانات تتجلى في صورة فقر حاد في الدم.

### عامل النمو شبيه الانسولين-1
عامل النمو شبيه الإنسولين-1 (IGF-1) هو بروتين يؤدي دور العامل المنشط المساعد لهرمون النمو. أدى إيصال هذا البروتين لخلايا الفئران إلى زيادة معدل نمو العضلات وسرعة تجدد الأعصاب. إذا تعاطى الرياضيون هذا النوع من المنشطات على المدى الطويل فمن المحتمل أن يؤدي للإصابة بأمراض القلب والسرطان.

### أخرى
من إحدى الطرق المرشحة في تصميم المنشطات الجينية هي التحكم في مستوى البروتينات التي تؤثر في نفسية الرياضيين، مثل الإندورفينات والإنكيفالينات التي تؤثر في الاستجابة للألم، وعامل التغذية العصبية المستمد من الدماغ الذي يؤثر في الاستجابة للتوتر، والنواقل العصبية أحادية الأمين التي من شأنها تحسين مزاج الرياضيين. نجح العلماء في إيصال هرمون البروينكيفالين إلى أجسام الفئران عن طريق سلالة غير قادرة على الاستنساخ من فيروس الهربس البسيط الذي يستهدف الأعصاب، ما أثمر عن نتائج إيجابية بشكل كافٍ لتبرير البدء في أول مرحلة من التجارب السريرية على مرضى السرطان المزمن الذين يعانون من ألم جامح. قد يؤدي تطبيق تلك الفكرة على الرياضيين إلى عدة مشاكل نظرًا لأنها من المرجح أن تؤدي إلى إسكان الألم بشكل دائم. اُختبر عامل النمو البطاني الوعائي في التجارب السريرية لزيادة تدفق الدم، وصار من أحد عوامل المنشطات الجينية المحتملة، ولكن متابعة حالات التجارب على المدى الطويل أثمرت عن نتائج ضعيفة. وينطبق ذلك أيضًا على عوامل نمو الأرومة الليفية. يؤدي الببتيد-1 شبيه الغلوكاغون إلى زيادة كمية الجلوكوز في الكبد، وتم إيصاله إلى أكباد فئران التجارب عن طريق العلاج الجيني، وأظهرت النتائج أن بإمكانه زيادة معدل إنتاج السكر في أجسام الرياضيين ما يؤدي إلى زيادة الطاقة المتاحة وخفض معدل تراكم حمض اللاكتيك.